# Skydome (Флагстафф)
Стадион «Skydome» имени Дж. Лоуренса — крытый многоцелевой стадион, расположенный на кампусе университета Северной Аризоны в Флагстаффе (Аризона). Стадион в основном используется как домашняя площадка для футбольных и баскетбольных команд университета. Всего количество сидячих мест составляет 11 230 штук, из них 10 000 — постоянные, а остальные 1230 — портативные.

## История
Стадион был открыт в 1977 году. В первый сезон на нём было проведено 5 игр, которые в среднем посетило 13 029 человек. До этого футбольная команда университета играла на открытой площадке стадиона Lumberjack. В 1987, 1997, 1998 и 2006 годах на территории стадиона проходил мужской турнир по баскетболу.
В течение шести лет после открытия Skydome имел статус самого крупного деревянного стадиона с прозрачным куполом. В 1983 году было завершено строительство Tacoma Dome в Такоме (Вашингтон) и Skydome утерял данный статус. Архитектором сооружения являлся Уэнделл Россман (из города Финикс), который также по совместительству занимался проектированием других зданий на кампусе университета. Древесина была получена из Жёлтой южной сосны.
Стадион был назван в честь президента университета Северной Аризоны Дж. Лоуренса Вакупа (1914—2002), занимавшего данную должность с 1957 по 1979 год. Это время считается периодом быстрого роста университета. В 1970-е годы в стране был кризис и Дж. Лоуренс смог грамотно координировать строительство. Большая половина стоимости проекта была собрана за счёт добровольческих взносов; 1,5 млн долларов вложило государство и 2 млн фонд кампуса. С 1974 по 1983 год спортивным директором университета был Хэнк Андерсон.
Высота данного сооружения над уровнем моря составляет 2100 м (6 800 футов).

### Ремонт
С декабря 2010 по сентябрь 2011 проходил капитальный ремонт стадиона, стоимость которого составила 26 млн долларов. Была полностью обновлена противопожарная система, ванные комнаты, залы, офисы, апартаменты для гостей, раздевалки. Также в комплексе были оборудованы три лифта. Количество мест было уменьшено до 10 тыс., однако обычные сидения были заменены на 21-дюймовые кресла со спинками.

## Использование
Помимо спортивных мероприятий арена используется также для церемоний открытия, концертов и выступлений, выставок. Площадь арены — 97 000 квадратных футов (или 9 000 квадратных метров).